# Khúc côn cầu trên cỏ tại Đại hội Thể thao Liên châu Mỹ 2023 – Đội hình Nữ
Bài viết này là danh sách của tất cả các đội tham gia tại giải đấu khúc côn cầu trên cỏ dành cho nữ tại Đại hội Thể thao Liên châu Mỹ 2023 ở Santiago, Chi-lê. Danh sách có thể có tối đa 16 vận động viên.
Tuổi và số lần khoác áo tính đến ngày 26 tháng 9 năm 2023 và các câu lạc bộ mà họ thi đấu trong mùa giải 2023.

## Bảng A

### Argentina
16 cầu thủ sau đây có tên trong đội tuyển Argentina, được công bố vào ngày 26 tháng 9 năm 2023.
Huấn luyện viên trưởng: Fernando Ferrara

| Số | VT | Cầu thủ                | Ngày sinh (tuổi)  | Trận | Bàn | Câu lạc bộ               |
| -- | -- | ---------------------- | ----------------- | ---- | --- | ------------------------ |
| 13 | TM | Cristina Cosentino     | 22 tháng 12, 1997 | 29   |     | Banco Nación             |
| 14 | TM | Clara Barberi          | 19 tháng 4, 1992  | 18   |     | Lomas                    |
|    |    |                        |                   |      |     |                          |
| 3  | HV | Agustina Gorzelany     | 11 tháng 3, 1996  | 95   | 48  | San Martín               |
| 4  | HV | Valentina Raposo       | 28 tháng 1, 2003  | 35   | 4   | River Plate              |
| 15 | HV | Juana Castellaro       | 29 tháng 3, 2005  | 4    | 0   | River Plate              |
| 32 | HV | Valentina Costa Biondi | 13 tháng 9, 1995  | 84   | 9   | San Fernando             |
|    |    |                        |                   |      |     |                          |
| 2  | TV | Sofía Toccalino        | 20 tháng 3, 1997  | 148  | 11  | St. Catherine's          |
| 5  | TV | Agostina Alonso        | 1 tháng 10, 1995  | 136  | 7   | Banco Nación             |
| 17 | TV | Rocío Sánchez Moccia   | 2 tháng 8, 1988   | 302  | 20  | Puerto Nizuc             |
| 18 | TV | Victoria Sauze         | 21 tháng 7, 1991  | 131  | 2   | River Plate              |
| 20 | TV | Sofía Cairó            | 8 tháng 10, 2002  | 14   | 4   | Mariano Moreno           |
|    |    |                        |                   |      |     |                          |
| 10 | TĐ | María José Granatto    | 21 tháng 4, 1995  | 184  | 92  | Santa Bárbara            |
| 11 | TĐ | Delfina Thome          | 10 tháng 9, 1996  | 48   | 12  | Liceo Rugby Club         |
| 22 | TĐ | Eugenia Trinchinetti   | 17 tháng 7, 1997  | 158  | 27  | San Fernando             |
| 26 | TĐ | Pilar Campoy           | 6 tháng 10, 1990  | 78   | 21  | Hacoaj                   |
| 28 | TĐ | Julieta Jankunas       | 20 tháng 1, 1999  | 151  | 55  | Universitario de Córdoba |

### Trinidad và Tobago
16 cầu thủ sau đây có tên trong đội tuyển Trinidad và Tobago:
Huấn luyện viên trưởng: Akim Toussaint
| Số | VT | Cầu thủ     | Ngày sinh (tuổi) | Trận | Bàn | Câu lạc bộ |
| -- | -- | ----------- | ---------------- | ---- | --- | ---------- |
| 1  | TM | Petal Derry |                  | 20   |     |            |
|    |    |             |                  |      |     |            |
|    |    |             |                  |      |     |            |
|    |    |             |                  |      |     |            |
|    |    |             |                  |      |     |            |
|    |    |             |                  |      |     |            |
|    |    |             |                  |      |     |            |
|    |    |             |                  |      |     |            |
|    |    |             |                  |      |     |            |
|    |    |             |                  |      |     |            |
|    |    |             |                  |      |     |            |
|    |    |             |                  |      |     |            |
|    |    |             |                  |      |     |            |
|    |    |             |                  |      |     |            |
|    |    |             |                  |      |     |            |
|    |    |             |                  |      |     |            |
|    |    |             |                  |      |     |            |
|    |    |             |                  |      |     |            |
|    |    |             |                  |      |     |            |

### Uruguay
16 cầu thủ sau đây có tên trong đội tuyển Uruguay.
Huấn luyện viên trưởng: Nicolás Tixe
| Số | VT | Cầu thủ                         | Ngày sinh (tuổi) | Trận | Bàn | Câu lạc bộ         |
| -- | -- | ------------------------------- | ---------------- | ---- | --- | ------------------ |
| 32 | TM | María Bate                      | 11 tháng 7, 2000 | 9    | 0   | Old Christians     |
|    |    |                                 |                  |      |     |                    |
| 2  | HV | Florencia Peñalba               | 9 tháng 9, 1999  | 14   | 0   | Carrasco Polo Club |
| 14 | HV | Magdalena Gómez                 | 14 tháng 2, 1996 | 16   | 2   | San Lorenzo        |
| 15 | HV | Jimena García                   | 27 tháng 7, 1999 | 31   | 5   | Club Náutico       |
| 19 | HV | María Barreiro                  | 8 tháng 12, 1999 | 12   | 3   | Old Girls          |
| 27 | HV | Manuela Quiñones                | 2 tháng 4, 2001  | 2    | 0   | Old Sampa          |
|    |    |                                 |                  |      |     |                    |
| 6  | TV | Camila de María                 | 30 tháng 4, 1991 | 18   | 1   | Club Náutico       |
| 7  | TV | Constanza Barrandeguy (Captain) | 7 tháng 4, 1996  | 57   | 17  | Old Woodlands      |
| 10 | TV | Manuela Vilar (Captain)         | 25 tháng 3, 1994 | 89   | 75  | Dragons            |
| 11 | TV | Sol Amadeo                      | 30 tháng 5, 1996 | 33   | 9   | Carrasco Polo Club |
| 13 | TV | Guadalupe Curutchague           | 5 tháng 6, 2003  | 7    | 2   | Club Náutico       |
| 28 | TV | Kaisuami Dall'Orso              | 1 tháng 6, 1993  | 71   | 18  | Carrasco Polo Club |
|    |    |                                 |                  |      |     |                    |
| 3  | TĐ | Agustina Taborda                | 4 tháng 12, 1994 | 40   | 18  | Club Náutico       |
| 4  | TĐ | Elisa Civetta                   | 2 tháng 1, 2003  | 2    | 0   | Old Girls          |
| 9  | TĐ | Milagros Algorta                | 11 tháng 4, 1997 | 45   | 34  | Old Girls          |
| 17 | TV | Teresa Viana (Captain)          | 26 tháng 3, 1993 | 54   | 60  | Dragons            |

### Hoa Kỳ
16 cầu thủ sau đây có tên trong đội tuyển Hoa Kỳ, được công bố vào ngày 19 tháng 9 năm 2023.
Huấn luyện viên trưởng:  David Passmore
| Số | VT | Cầu thủ                 | Ngày sinh (tuổi) | Trận | Bàn | Câu lạc bộ |
| -- | -- | ----------------------- | ---------------- | ---- | --- | ---------- |
| 31 | TM | Kelsey Bing             | 1 tháng 10, 1997 | 62   | 0   |            |
|    |    |                         |                  |      |     |            |
| 2  | HV | Meredith Sholder        | 27 tháng 2, 1999 | 23   | 0   |            |
| 7  | HV | Jillian Wolgemuth       | 28 tháng 4, 1998 | 40   | 0   |            |
| 13 | HV | Ashley Hoffman          | 8 tháng 11, 1996 | 104  | 19  |            |
| 20 | HV | Leah Crouse             | 22 tháng 2, 2000 | 22   | 2   |            |
| 21 | HV | Alexandra Hammel        | 16 tháng 6, 1996 | 43   | 1   |            |
|    |    |                         |                  |      |     |            |
| 3  | TV | Ashley Sessa            | 23 tháng 6, 2004 | 26   | 5   |            |
| 9  | TV | Madeleine Zimmer        | 28 tháng 9, 2001 | 28   | 1   |            |
| 12 | TV | Amanda Golini (Captain) | 28 tháng 3, 1995 | 127  | 13  |            |
| 16 | TV | Linnea Gonzales         | 15 tháng 8, 1997 | 41   | 3   |            |
| 25 | TV | Karlie Kisha            | 25 tháng 9, 1995 | 46   | 1   |            |
| 27 | TV | Emma DeBerdine          | 14 tháng 6, 2001 | 17   | 0   |            |
|    |    |                         |                  |      |     |            |
| 1  | TĐ | Abigail Tamer           | 9 tháng 7, 2003  | 10   | 2   |            |
| 4  | TĐ | Danielle Grega          | 2 tháng 7, 1996  | 70   | 21  |            |
| 15 | TĐ | Sanne Caarls            | 16 tháng 3, 1998 | 28   | 4   |            |
| 17 | TĐ | Elizabeth Yeager        | 17 tháng 6, 2003 | 29   | 5   |            |

## Bảng B

### Canada
16 cầu thủ sau đây có tên trong đội tuyển Canada, được công bố vào ngày 26 tháng 9 năm 2023.
Huấn luyện viên trưởng:  Daniel Kerry
| Số | VT | Cầu thủ                      | Ngày sinh (tuổi)  | Trận | Bàn | Câu lạc bộ |
| -- | -- | ---------------------------- | ----------------- | ---- | --- | ---------- |
| 31 | TM | Rowan Harris                 | 11 tháng 8, 1996  | 60   | 0   |            |
|    |    |                              |                   |      |     |            |
| 8  | HV | Elise Wong                   | 21 tháng 1, 1998  | 34   | 8   |            |
| 10 | HV | Kathleen Leahy               | 29 tháng 10, 1993 | 78   | 4   |            |
| 14 | HV | Karli Johansen               | 26 tháng 3, 1992  | 164  | 71  |            |
| 17 | HV | Sara McManus                 | 14 tháng 8, 1993  | 206  | 65  |            |
| 19 | HV | Audrey Sawers                | 22 tháng 11, 1999 | 20   | 0   |            |
|    |    |                              |                   |      |     |            |
| 3  | TV | Thora Rae                    | 15 tháng 10, 1999 | 20   | 4   |            |
| 4  | TV | Melanie Scholz               | 15 tháng 7, 2000  | 7    | 0   |            |
| 7  | TV | Anna Mollenhauer             | 18 tháng 9, 1999  | 39   | 1   |            |
| 11 | TV | Kenzie Girgis                | 10 tháng 6, 2004  | 2    | 0   |            |
| 12 | TV | Sara Goodman                 | 22 tháng 10, 1999 | 31   | 0   |            |
| 16 | TV | Natalie Sourisseau (Captain) | 5 tháng 12, 1992  | 169  | 20  |            |
|    |    |                              |                   |      |     |            |
| 2  | TĐ | Chloe Walton                 | 28 tháng 4, 2000  | 8    | 1   |            |
| 6  | TĐ | Jordyn Faiczak               | 2 tháng 4, 1999   | 41   | 12  |            |
| 9  | TĐ | Madison Thompson             | 11 tháng 8, 1994  | 20   | 5   |            |
| 28 | TĐ | Samantha McCrory             | 30 tháng 4, 2000  | 16   | 13  |            |

### Chile
16 cầu thủ sau đây có tên trong đội tuyển Chile, được công bố vào ngày 14 tháng 9 năm 2023.
Huấn luyện viên trưởng:  Sergio Vigil
| Số | VT | Cầu thủ                | Ngày sinh (tuổi)  | Trận | Bàn | Câu lạc bộ                   |
| -- | -- | ---------------------- | ----------------- | ---- | --- | ---------------------------- |
| 28 | TM | Natalia Salvador       | 28 tháng 9, 1993  | 70   | 0   | Universidad Católica         |
|    |    |                        |                   |      |     |                              |
| 3  | HV | Fernanda Villagrán     | 12 tháng 8, 1997  | 95   | 25  | Club Manquehue               |
| 4  | HV | Doménica Ananías       | 18 tháng 8, 1998  | 54   | 2   | Club Manquehue               |
| 6  | HV | Fernanda Flores        | 14 tháng 9, 1993  | 194  | 7   | Universidad Católica         |
| 13 | HV | Camila Caram (Captain) | 22 tháng 4, 1989  | 261  | 84  | Prince of Wales Country Club |
| 36 | HV | Antonia Morales        | 31 tháng 7, 1997  | 3    | 0   | Prince of Wales Country Club |
|    |    |                        |                   |      |     |                              |
| 5  | TV | Denise Rojas           | 4 tháng 7, 1995   | 178  | 57  | Harvestehuder                |
| 7  | TV | Sofía Filipek          | 9 tháng 8, 1994   | 165  | 27  | COGS                         |
| 19 | TV | Agustina Solano        | 5 tháng 4, 1995   | 84   | 3   | Universidad Católica         |
| 21 | TV | Francisca Irazoqui     | 4 tháng 12, 2003  | 8    | 0   | Prince of Wales Country Club |
| 22 | TV | Paula Valdivia         | 5 tháng 6, 1997   | 57   | 8   | Club Manquehue               |
|    |    |                        |                   |      |     |                              |
| 10 | TĐ | Manuela Urroz          | 24 tháng 9, 1991  | 226  | 103 | Royal Antwerp                |
| 14 | TĐ | Francisca Tala         | 20 tháng 10, 1994 | 147  | 38  | Alumni                       |
| 25 | TĐ | María Maldonado        | 13 tháng 8, 1997  | 82   | 25  | Prince of Wales Country Club |
| 29 | TĐ | Simone Avelli          | 6 tháng 5, 2000   | 4    | 1   | Prince of Wales Country Club |
| 47 | TĐ | Laura Müller           | 22 tháng 9, 2005  | 3    | 0   | Club Manquehue               |